# Демарин, Игорь Борисович
Игорь Борисович Демарин  (род. 22 октября 1959) — советский, украинский и российский композитор и певец. Член Союза композиторов России (2012). Заслуженный артист УССР (1988) — лишён в 2022 году.

## Биография
- 22 октября 1959 — родился в городе Изюме (Харьковская область, УССР).
- 1972 — в возрасте 13 лет сочиняет свою первую песню «Много лет» на собственные стихи.
- 1979 — выпускник Артёмовского музыкального училища (отделение по классу фортепиано).
- 1979 — армейская служба (работает в ансамбле песни и пляски Краснознамённого Черноморского Флота в Севастополе).
- Студент Киевской консерватории (композиторский факультет, класс Льва Колодуба).
- Солист ансамбля «Корчагинцы» (с рок-оперой «12 монологов, подслушанных в толпе прохожих» (музыка Игорья Демарина, стихи Игоря Афанасьева) ансамбль гастролирует по Советскому Союзу и странам Европы).
- 1986 — приз зрительских симпатий на конкурсе «Юрмала—86».
- 1987 — участие в фестивале «Песня-87». Исполнял вместе с Павлом Дементьевым песню Александры Пахмутовой «Октябрь 17-го года» первым номером.
- 1988 — Гран-При всесоюзного конкурса стран социалистического содружества «Крымские зори-88» (Ялта).
- 1988 — Заслуженный артист Украинской ССР.
- 1989 — дипломант Международного фестиваля песни в Сопоте (Польша).
- 1990 — лауреат фестиваля Песня-90, как автор музыки к песне «Белый вальс» ( «Афганский вальс») на стихи Юрия Рогозы, исполнитель Ирина Шведова, о результатах афганской войны[2].
- 1991 — переезд с Украины в Москву. Лауреат фестиваля Песня-91, как автор музыки к песне «Америка-разлучница» на стихи Юрия Рогозы, исполнитель Ирина Шведова
- 1992 — лауреат Международного конкурса песни «Ступень к Парнасу».
- 1992—1994 совместная концертная программа с Ириной Шведовой «Два человека ходят по свету» (концертный зал «Украина», Киев; концертный зал «Россия», Москва).
- 1994 — записана рок-опера «Сага о солдате».
- 1999 — двадцатилетие творческой деятельности (концерт в ГЦКЗ «Россия»).
- 2004 — сольный концерт ГЦКЗ «Россия»
- 22 мая 2007 — премьера рок-оперы «Парфюмер» (московский театр «Новая опера»).
- 2007 — завершена работа над музыкой к детскому спектаклю «Муми-Тролль и комета» (театр «Около дома Станиславского»).
- 2012 — завершена работа над мюзиклом «Адам и Ева» — либретто Канделя, стихи И. Белого (театр «Шалом», Москва).
- 2015 — рок-опера «Парфюмер» на льду (СК «Олимпийский», Москва)
- 2021 — рок-моноопера «Зеркала» в Московском театре «Около дома Станиславского»
- Был членом Российской партии жизни[3][4]

## Семья
- Жена — Ирина Шведова (с 1985 по 1993),
- Жена — Наталья Демарина,
  - Сын — Роман,
  - Сын — Игнат.

## Основные сочинения
Песни
- 1991 — «Америка-разлучница» (песня звучит в фильме «Мусульманин», реж. Владимир Хотиненко), исполняет Ирина Шведова
- «Аплодисменты» (И. Демарин — Ю. Рогоза)
- «Белые халаты» (И. Демарин — С. Каргашин)
- «Белый танец» (И. Демарин — Ю.Рогоза), исполняет Ирина Шведова, лауреат  фестиваля Песня-90
- 1997 — «Витёк» (И. Демарин — М. Танич), исполняет Игорь Демарин, Любовь Успенская
- «Вспоминайте меня» (И. Демарин — Е. Стюарт)
- «Два крыла» (И. Демарин — А. Дементьев)
- «Детство» (И. Демарин — И. Демарин)
- «Джордано» (И. Демарин — Ю. Рогоза)
- «Доктор — время» (И. Демарин — Ю. Рогоза), исполняет Игорь Демарин, Валерий Леонтьев
- «Дом престарелых» (И. Демарин — Ю. Рыбчинский)
- «Заграница» (И. Демарин — Ю. Рогоза), исполняет Игорь Демарин, Любовь Успенская
- «Заполярный» (И. Демарин — Н. Зиновьев)
- «Золотое сердце» (И. Демарин — М. Танич)
- «Зона оцепления» (И. Демарин — М. Танич)
- «Иванна» (И. Демарин — Ю. Рогоза)
- «Качаюсь» (И. Демарин — С. Осиашвили)
- «Конвой» (И. Демарин — Ю. Рыбчинский)
- «Красота спасёт мир» (А. Пахмутова — А. Дементьев)
- «Кристина» (К. Ковач — К. Ковач)
- «Листья летнего сада» (И. Демарин — Н. Зиновьев)
- «Мадам гитара» (И. Демарин — И. Афанасьев)
- «Мамы, мамы» (И. Демарин — Ю. Рыбчинский), исполняет — И. Демарин, Юлиан
- «Много лет» (И. Демарин — И. Демарин)
- «Музей мадам Тюссо» (И. Демарин — Николай Зиновьев)
- «Мы играем в Русское лото» (И. Демарин — Михаил Борисов)
- «Не гляди назад» (М. Зив — Е. Клячкин)
- «Не плачьте, люди» (И. Демарин — В. Туркин)
- «Не покину» (А. Пахмутова — Н. Добронравов)
- «Нищий» (И. Демарин — Ю. Рыбчинский)
- «Октябрь семнадцатого года» (А. Пахмутова — Н. Добронравов)
- «Пересечёмся» (И. Демарин — Н. Зиновьев)
- «Перестань» (И. Демарин — С. Осиашвили)
- «Песня о Ямбурге» (И. Демарин — Н. Зиновьев)
- «Подружка» (И. Демарин — М. Танич), исполняет Ирина Аллегрова
- «Помоги, не опоздай» (И. Демарин — Н. Зиновьев)
- «Прошлому не верь» (И. Демарин — С. Каргашин)
- «Русский газ» (И. Демарин — Н. Зиновьев) — исполняют И.Демарин и А.Добронравов
- «С днём рожденья, солдат» (И. Демарин — В. Туркин)
- «СМС» (И. Демарин — М. Танич)
- «Солнышко» (И. Демарин — С. Каргашин)
- «Спас на любви» (И. Демарин — Н. Жарова)
- «Старое вино» (И. Демарин — Ю. Рогоза)
- «Стройотряд» (А. Пахмутова — Н. Добронравов)
- «Улыбнись, Россия» (И. Демарин — М. Танич), И. Демарин, Лесоповал
- «Фокусник» (И. Демарин — С. Кирсанов)
- 1996 — «Хочу в круиз» (И. Демарин — М. Танич)
- «Цветы на рояле» (И. Демарин — Н. Зиновьев)
- «Я играю в Русское лото» (И. Демарин — Михаил Борисов)
- «Я люблю» (Joël Holmès — Б.Полоскин), исполняет — И. Демарин, С. Садальский
- «Я не могу расстаться» (И. Демарин — Ю. Рыбчинский)
- «Яблоня» (И. Демарин — Ю. Рыбчинский)
- «Гимн ХК „Амур“ (Хабаровск)» (И. Демарин)
- «Гимн ХК „Адмирал“ (Владивосток)» (И. Демарин)

Рок-оперы
- «12 монологов, подслушанных в толпе прохожих» (слова Игоря Афанасьева)
- 1994 «Сага о солдате» (слова Юрия Рогозы)
- 2007 «Парфюмер» (слова Юрия Рыбчинского)
- 2021 «Зеркала» (на стихи Семёна Кирсанова)

## Награды
- Заслуженный артист Украинской ССР (1988)
- За неоспоримый вклад в искусство РФ избран почетным академиком «Национальной гуманитарной академии»[5]